# Lakhdar Bentobal
Pour les articles homonymes, voir Lakhdar.
Lakhdar Bentobal dit Si Abdellah, né le 8 janvier 1923 à Mila et mort le 21 août 2010 à Alger, est un militant indépendantiste et homme politique algérien.

## Biographie
Né en 1923, militant au PPA dès 1940 dans sa ville de Mila, il devient membre de l'OS en 1947. Condamné par contumace par les autorités coloniales, il entre dans la clandestinité. En 1954, il fait partie du groupe des 22 qui se sont réunis dans une modeste villa du Clos Salambier appartenant à Lyès Deriche afin de se prononcer « pour la révolution illimitée jusqu'à l'indépendance totale » lors d'une réunion du CRUA.
Il devient un des responsables de la lutte armée dans le Nord-constantinois avant de prendre la succession de Youcef Zighoud à la tête de la wilaya II. Il est à ce titre un des responsables des massacres de Philippeville le 20 août 1955, dans lesquels des dizaines d'Européens sont massacrés ans des conditions atroces. 
Il est également l'un des instigateurs du complot qui a visé la liquidation des cadres constantinois de la wilaya II  (Zighed Smain dit l'Allemani, Zaadi Cherif et Bekkouche Saci) le 4 novembre 1955. Cet assassinat a lieu dans la région d'El Milia et plus précisément à Beni Sbih par le groupe de Oued Zenati (Ben Aouda Amar, Boubnider Salah, Kehleras Abdelmadjid...).
Au printemps 1957, il rejoint la Tunisie, participe à l'élimination du Comité de coordination et d'exécution (CCE) de Benkhedda et Saâd Dahlab. Il rentre alors au CCE, élargi à neuf membres.
Il est nommé en 1958 ministre de l'Intérieur du GPRA. Il fait partie du noyau "les 3B" c'est-à-dire Bentobal, Abdelhafid Boussouf, Krim Belkacem. C'est à ce trio que plusieurs témoignages imputent la responsabilité de l'assassinat d'Abane Ramdane.
Lakhdar Bentobal est un des négociateurs des accords d'Évian, signés le 18 mars 1962 à Évian-les-Bains (Haute-Savoie, France), entre les représentants de la France et du Gouvernement provisoire de la République algérienne (GPRA) durant la guerre d'Algérie.
Après l'indépendance, lors de la crise de l'été 1962, il est arrêté le 24 juillet puis libéré deux jours plus tard. Ayant soutenu le GPRA, il est rayé de la liste des candidats à la Constituante. Il ne jouera ensuite aucun rôle dans la vie politique du pays.

## Fonctions
- 1958-1961, Ministre de l'intérieur du GPRA.